# Stožerna zgrada u Puli
44°52′17.7″N 13°50′35.8″E / 44.871583°N 13.843278°E
Stožerna zgrada (njem. Stabsgebäude) ili Stožerna palača (tal. Palazzo stabale) impozantna je građevina na puljskoj rivi izgrađena u drugoj polovini 19. stoljeća kada je Carevina Austrija odabrala Pulu za svoju glavnu ratnu luku. Od svoje izgradnje pa do početka 2000-ih zgrada je služila kao sjedište zapovjedništava ratnih mornarica država koje su upravljale Pulom tijekom tog razdoblja. Zbog toga se često naziva i Palačom vojne komande ili kratko Komanda, dok je česti naziv Admiralitet pogrešan jer se Lučki admiralat nalazio u današnjoj zgradi Uljanikove uprave. Austrijski vojni inženjeri i arhitekti projektirali su Palaču vojne komande kao jedan od prvih velikih objekata koji su u Puli nastajali pod utjecajem bečkoga romantičnoga historicizma.
U zgradi se donedavno nalazilo Zapovjedništo HRM-a za sjeverni sektor, koje se prema planovima premjestilo u lučicu Vergarolu zajedno s čitavim vojnim osobljem na području Pule. U zgradi su se potom smjestili uredi Istarske županije, te carinske i porezne uprave. Kako je zgrada dosta prostrana, planira se i otvaranje spomen-sobe o bogatoj pomorskoj povijesti Pule na jednom od triju katova Stožerne zgrade.

## Više informacija
- austro-ugarska ratna mornarica
- Pula